# Chevrolet Series FA
Chevrolet Series FA – samochód osobowy produkowany pod amerykańską marką Chevrolet w latach 1917–1918.

## Dane techniczne
- Pojemność: 2,2l
- Moc: 36 KM
- Liczba cylindrów: 4